# Rite latin
Les rites latins sont les rites liturgiques, manières de célébrer les mystères de la religion catholique, suivis par l'Église catholique latine (ou d'Occident). De ces rites latins, le plus répandu est le rite romain.
Les rites non latins de l'Église catholique sont dits « orientaux » et sont suivis par les 23 Églises catholiques orientales.

## Usage métonymique
Par métonymie on parle quelquefois du « rite latin » en voulant dire l'Église latine, qui utilise les rites liturgiques latins, et qui rassemble plus d'un milliard de fidèles pour un total de 1,2 milliard de catholiques.
Dans l'Église catholique, il existe une unique Église catholique latine (ou occidentale) et 24 Églises catholiques orientales (byzantines, syriaques etc.).
Quelques-uns considèrent malheureux l'usage du mot « rite » dans ce sens : « En Occident, on a pris l'habitude de les appeler Rites. L'appellation se fonde historiquement sur une fausse conception qui ne voyait dans les Églises Orientales unies que des rites liturgiques différents de celui de l’Église d'Occident ».

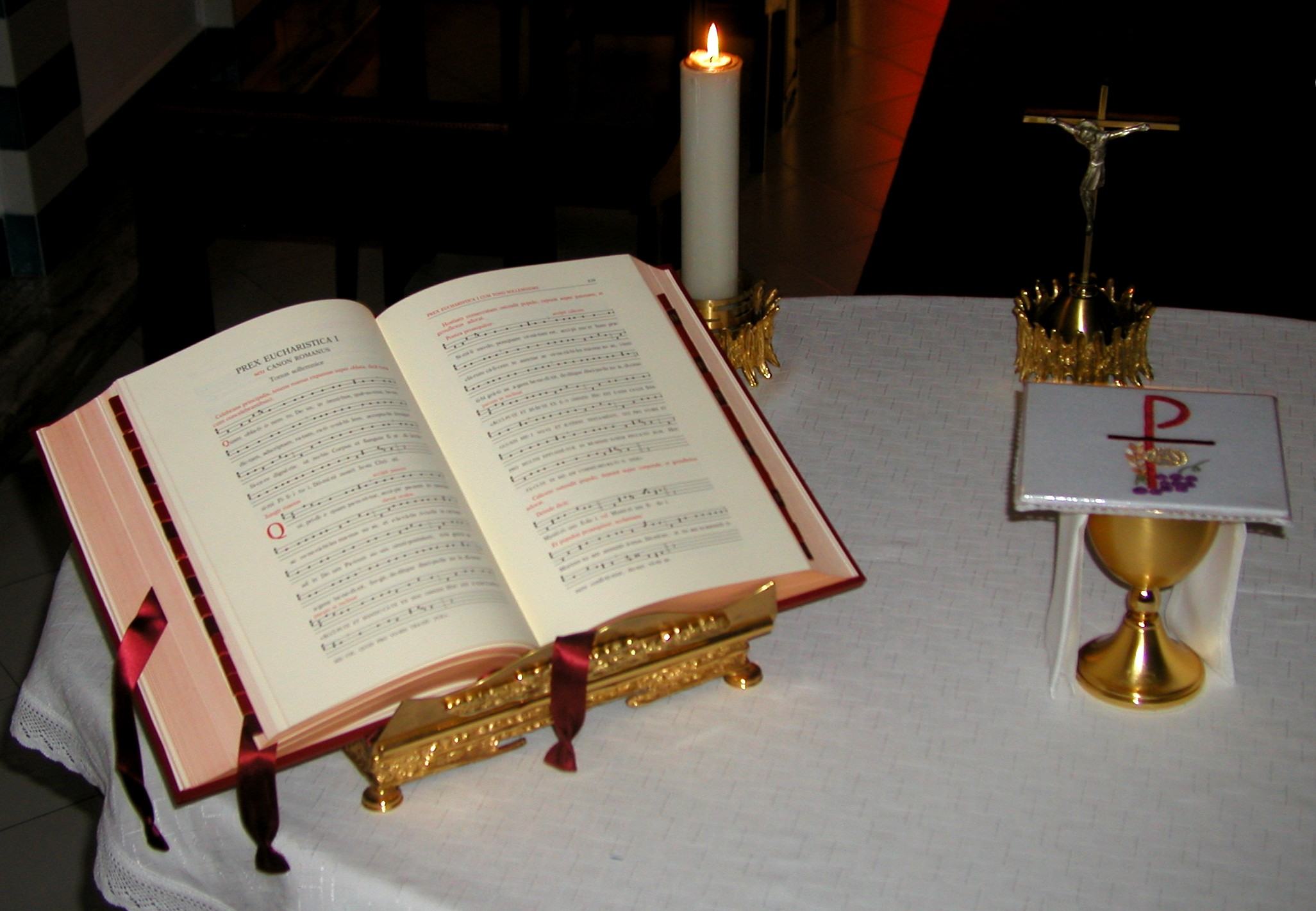
Dernière édition (2002) du Missel romain

Les rites latins sont le propre de l'unique Église catholique latine (ou d'occident). Le rite habituel dans l'Église catholique latine est le rite romain, qui est à l'origine le rite de l'Église de Rome et a été étendu à toute l'Église en 1570. Il existe en deux formes :
- une forme ordinaire (paulinienne), qui suit le missel de 2002;
- une forme extraordinaire (tridentine), qui suit le missel de 1962 et a été modifié par Benoît XVI[2]. On parle quelquefois d'un « rite tridentin », mais improprement. Il s'agit de la forme tridentine du rite romain, et le pape Benoît XVI a déclaré : « Il n'est pas convenable de parler de ces deux versions du Missel Romain comme s'il s'agissait de « deux Rites ». Il s'agit plutôt d'un double usage de l'unique et même Rite »

Le rite romain possède trois variantes : le rite zaïrois, le rite bénédictin et l'usage anglican.
Outre le rite romain et ses trois variantes, existent six autres rites en vigueur particuliers, utilisés par des diocèses ou des communautés particuliers pour des raisons historiques (rite mozarabe, ambrosien, de Braga) ou pastorales (rite zaïrois et pour les ordinariats personnels pour des ex-anglicans). Entre les rites des ordres religieux, il y a le rite dominicain, cartusien et cistercien.
Enfin, existent au moins huit rites liturgiques historiques à savoir : le rite gallican, le rite celtique, le rite prémontré, le rite de Sarum, le rite carmélite, le rite bayeusain, le rite cambrésien et le rite lyonnais qui est en vigueur dans quelques paroisses, comme dérogation à l'usage ordinaire.

## Historique
Avant le XVIe siècle, l'Europe occidentale connaissait de nombreux rites latins fort différents, qui variaient selon les diocèses. Certains de ces rites étaient fort anciens, quand d'autres apparaissaient au gré de la fantaisie des diocèses.
Alors que, jusqu'au concile de Trente, « la variété des usages et des rites diocésains est sans limites », la tendance est ensuite, dans l'Église latine, à une forte uniformisation au profit du seul rite romain.
En 1570, le pape Pie V, par la bulle Quo primum, décida de mettre un terme à la prolifération de nouveaux rites et d'unifier la liturgie latine en imposant le rite romain, à l'exception des lieux où le rite avait plus de deux cents ans d'âge. Demeurèrent donc, en sus du rite romain, les rites ambrosien (diocèse de Milan), gallican (diocèses français), prémontré (communauté), anglo-normand (îles britanniques), mozarabe (diocèse de Tolède), de Braga (diocèse de Braga), cartusien (communauté des Chartreux), dominicain (ordre des Dominicains) et cambrésien (diocèse de Cambrai).
Au milieu du XIXe siècle, dans le sillon du mouvement liturgique et sous l'influence de Dom Prosper Guéranger, les diocèses de France, qui utilisaient jusque-là le rite gallican et ses nombreuses variantes (notamment parisienne et lyonnaise), adoptèrent progressivement l'usage romain tout en conservant quelques rites de leurs anciens livres et certaines coutumes. Ainsi, seule la forme lyonnaise du rite gallican a subsisté au-delà du XIXe siècle.
En 1969, dans la suite du concile Vatican II, le pape Paul VI décida de réformer le rite romain. Certains diocèses et communautés bénéficiant d'un rite particulier choisirent alors d'abandonner leur rite propre pour adopter le nouveau rite romain ; ce fut le cas notamment des Dominicains et des Prémontrés. D'autres décidèrent de conserver leur rite propre tout en reprenant certains principes du nouveau rite romain (notamment l'usage de la langue vernaculaire) ; ce fut le cas des rites ambrosien et cartusien. D'autres encore choisirent de conserver inchangé leur rite propre dans certaines églises tout en célébrant la majorité des messes selon le nouveau rite romain ; ce fut le cas du diocèse de Braga et du diocèse de Lyon.
En 1979, la fraternité Saint-Vincent-Ferrier, d'inspiration dominicaine, reprit le rite traditionnel dominicain (abandonné par les Dominicains en 1970), et s'en vit accorder l'usage légitime en 1987.
En 1988, dans un effort d'inculturation cherchant à impliquer les fidèles dans la liturgie par la reconnaissance et la prise en compte de la culture locale, Rome approuva l'instauration en Afrique d'un rite zaïrois.
En 2007, dans un effort de conciliation avec les fidèles attachés à l'ancienne forme du rite romain, Benoît XVI en autorisa l'usage, sous le nom de forme extraordinaire du rite romain. Cette forme est parfois appelée « rite » tridentin, cependant pour l'Église catholique il ne s'agit pas d'un autre rite, mais bien d'une forme exceptionnelle du même rite romain.
En 2011, le pape Benoît XVI créa un ordinariat personnel destiné à accueillir les groupes d'anglicans d'Angleterre ou du Pays de Galles qui souhaitaient entrer en pleine communion avec Rome. Les membres de cet ordinariat furent autorisés à employer une variation du rite romain qui combine des éléments pris du rite romain contemporain (notamment les prières eucharistiques I et II), de sa forme tridentine (par exemple, l'usage facultatif des prières de l'offertoire), et du Livre de la prière commune,.
Les rites latins, surtout le romain, sont en usage dans les diocèses de l'Église latine et les divers rites orientaux (arménien, byzantin, copte, etc.) dans les diocèses (les éparchies) des Églises catholiques orientales. L'Érythrée est le seul pays du monde sans diocèse latin.

## Les rites latins

### Le rite romain

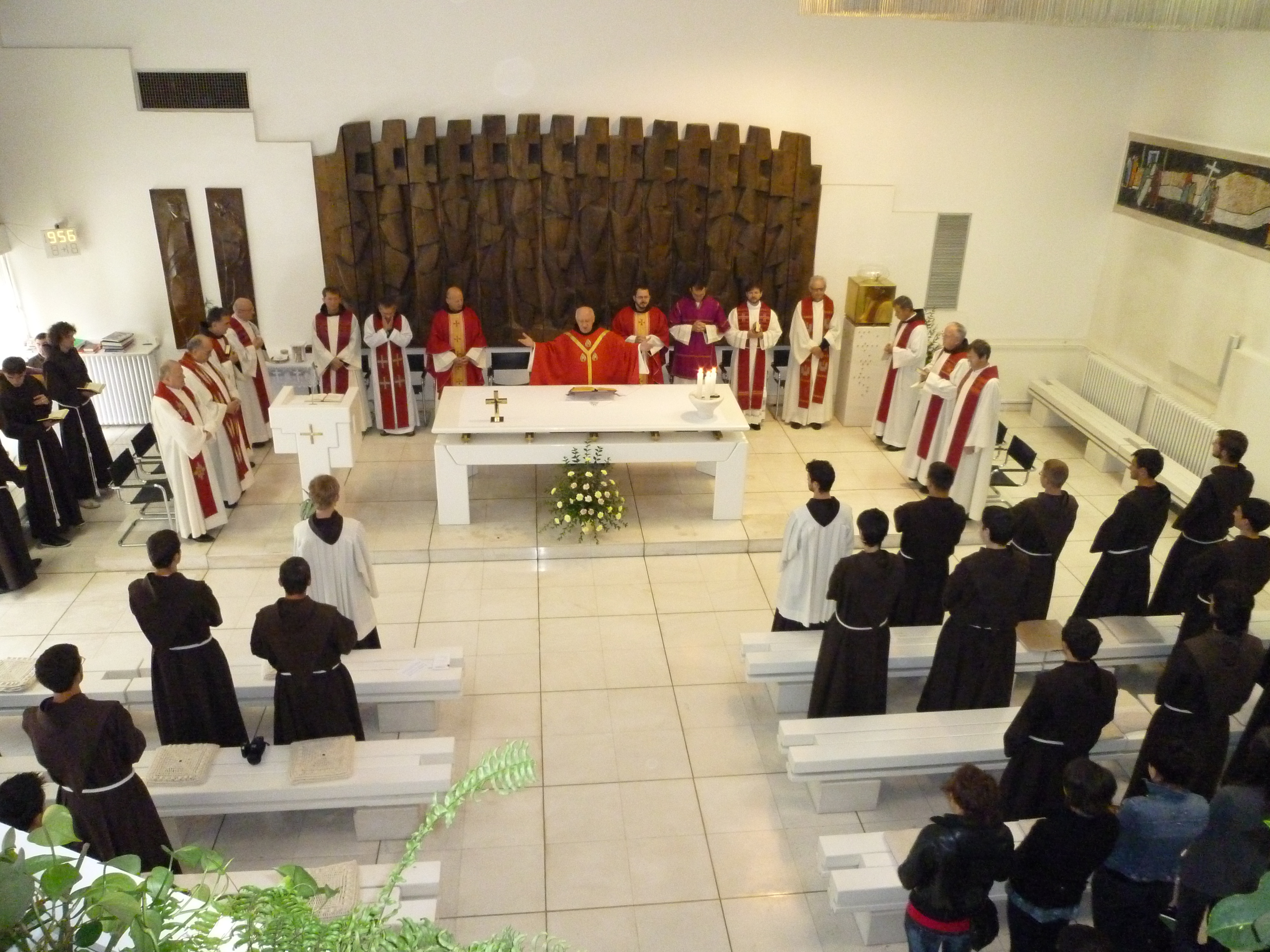
Messe en rite romain à l’Université théologique franciscaine de Sarajevo.

Le rite romain est le rite majoritaire de l'Église catholique. Pour environ un milliard de fidèles, il représente la manière dont sont célébrés la messe (Missel romain), les autres sacrements (rituel romain), la liturgie des heures ou l'office divin (Bréviaire) et les autres cérémonies liturgiques (Rituel et Cérémonial des Évêques).
Il est célébré dans l'Église catholique latine selon deux formes légitimes :
- la forme ordinaire instaurée à la suite du concile Vatican II, instaurée à la suite du Concile Vatican II, promulguée par le pape Paul VI en 1969[8] et révisée sous le pontificat de Jean-Paul II en 2002 ;
- la forme extraordinaire (tridentine), dans le passé forme ordinaire, instaurée à la suite du concile de Trente et révisée en 1962, dont l'usage actuel est réglé par le motu proprio Summorum Pontificum promulgué en juillet 2007[2].

### Les trois variantes du rite romain

#### Rite zaïrois
Le rite zaïrois est une variante du rite romain approuvée par Rome en 1988, ad experimentum. Il correspond à la mise en pratique de l'idée d'inculturation, cherchant à impliquer les fidèles dans la liturgie par la reconnaissance et la prise en compte de la culture locale. Le rite zaïrois insiste sur la participation active de l'assemblée qui se manifeste notamment par la danse comme expression de la foi (hors Avent et Carême), l'invocation des saints et des ancêtres comme expression de la communion universelle, et le kyrie renvoyé après le credo et suivi immédiatement de l'échange de la paix.

#### Usage anglican
Avant l'établissement de l'Ordinariat personnel, les paroisses des États Unis suivaient l'Usage anglican et utilisaient le Book of Divine Worship qui est lui même issu du Livre de la prière commune. Le Book of Divine Worship a été remplacé par le Divine Worship: The missal.
Les rituels liturgiques anglicans trouvent leur origine dans le Rite de Sarum, qui était une variante du rite romain utilisé en Angleterre avant l'introduction, sous le règne d'Édouard VI, du Livre de prière commune de 1549, à la suite de la rupture avec l'Église romaine sous le règne d'Henri VIII.
est en vigueur dans les ordinariats personnels de Notre-Dame de Walsingham, de la chaire de Saint-Pierre et de Notre-Dame de la Croix du Sud.
Dans le cadre des discussions avec les membres de la communion anglicane qui souhaitaient rejoindre la pleine communion avec Rome, le Saint-Siège offrit d'établir une structure particulière pour les accueillir, et qui aurait pour objectif d'assurer « que soient maintenues au sein de l’Église catholique les traditions liturgiques, spirituelles et pastorales de la Communion anglicane, comme un don précieux qui nourrit la foi des membres de l’ordinariat et comme un trésor à partager ». Ainsi, ils usent une forme du rite romain qui comprend des éléments issus de la tradition anglicane, avec ses règles propres et son calendrier liturgique propre.

### Les six autres rites en vigueur

#### Rite mozarabe
Le rite mozarabe fut le rite des diocèses catholiques de l'Espagne à partir du VIIe siècle. Il est aujourd'hui célébré dans le diocèse de Tolède, à égalité avec le rite romain. Héritière directe de la liturgie wisigothe, cette liturgie est influencée à la fois par le christianisme oriental, par la liturgie romaine et quelques traditions musulmanes.
Le rite présente de notables différences avec le rite romain. Ainsi lors de la messe, neuf oraisons sont récitées, trois passages des Évangiles sont lus et la communion se fait systématiquement sous les deux espèces. Les images et le cérémonial prennent une place importante, donnant au rite une beauté qui peut expliquer le soutien que le rite a conservé même après l'introduction dans la péninsule ibérique du rite romain.

#### Rite ambrosien
Le rite ambrosien est en vigueur dans le diocèse de Milan et dans trois vallées tessinoises, Leventina, Blenio et Riviera. Il est attesté dès le IXe siècle. Sa liturgie est assez proche du rite romain, mais a un certain nombre de caractéristiques propres.
Le rite a été réformé après le Concile de Vatican II selon les mêmes principes que le rite romain, avec, en particulier l'emploi du vernaculaire, et une profonde réforme des rites d'ouverture et d'offertoire.

#### Rite de Braga
Le rite de Braga est le rite en vigueur dans l'archidiocèse de Braga, au nord du Portugal. Il est apparenté aux rites mozarabe et romain et remonte au VIe siècle.

#### Rite dominicain
Le rite dominicain est à l'origine la manière de célébrer la messe et les sacrements dans l'ordre dominicain. Ayant été abandonné au profit du rite romain révisé en 1970 par l'Ordre des Prêcheurs, il est aujourd'hui maintenu par les fraternités Saint-Vincent-Ferrier et Saint-Dominique ainsi que par quelques pères dominicains. Aux États-Unis, le rite reprend de la vigueur dans la province dominicaine de Portland (Oregon) et à la Cathédrale de la Sainte-Famille d'Anchorage (Alaska).

#### Rite cartusien
Le rite cartusien est la manière de célébrer la messe et les sacrements dans l'ordre des Chartreux. Il est indissociable de la manière de vivre des Chartreux, et ne peut être compris indépendamment. En comparaison avec le rite romain, le rite cartusien se caractérise par sa grande sobriété quant aux formes extérieures, son hiératisme et son recueillement, son sens du sacré et de l'adoration.
En accord avec le Saint-Siège, lors des réformes du rite romain de 1970, les chartreux choisirent de garder leur rite propre, plus propice à la contemplation et adapté à la vie en solitude sans finalité pastorale. Ils entreprirent néanmoins une révision générale de tous leurs livres liturgiques et adoptèrent plusieurs éléments du rite romain rénové ; ces réformes furent introduites lentement et en douceur, en laissant toujours aux religieux et aux communautés le choix entre une formule ancienne et une formule rénovée.

## Les huit rites liturgiques historiques
En plus de ses huit rites, il existait sept autres rites comme le rite africain (utilisé avant la conquête arabe du VIIIe siècle en Afrique du Nord), le rite de Cologne, l'usage de Nidaros en Norvège, l'usage d'Upsala en Suède, le rite aquiléain du Patriarcat d'Aquilée, le rite bénéventain et le rite durhamais.

### Rite gallican
Pour la liturgies de l'Empire carolingien. Le rite est tombé en désuétude en France à la fin du premier millénaire. Il ne doit pas être confondu avec le gallicanisme des Jansénistes apparu après le concile de Trente (1545 - 1563).

### Rite celtique
Le rite celtique était semblable au rite mozarabique et aurait été utilisé au moins dans certaines régions d'Irlande, d'Écosse, la partie nord de l’Angleterre et peut-être même au pays de Galles, les Cornouailles et le Somerset, avant d’être remplacé par le rite romain au Haut Moyen Âge.

### Rite lyonnais
Le rite lyonnais (ritus lugdunensis) est attesté comme rite propre de l'archidiocèse de Lyon, dès le IXe siècle, mais à la différence des rites ambrosien ou mozarabe, il a quasiment disparu à la suite des réformes liturgiques de 1969. Toutefois, certaines de ses caractéristiques (surtout des points de détail) persistent dans la liturgie célébrée dans certaines églises de Lyon, par exemple à la primatiale Saint-Jean-Baptiste. Ainsi, par exemple, le rite de l'encensement est différent : il se fait à chaîne longue, à l'orientale, et non à chaîne courte comme dans le rite romain.

### Rite de Sarum
Le rite ou l'usage de Sarum (ou Salisbury) était une variante du rite romain dans le diocèse de Salisbury et avait été étendu pour être largement utilisé en Angleterre et en Écosse dans les années 1530, jusqu'à la Réforme protestante. Il y avait des variantes à York, Lincolnshire, Bangor et Hereford.

### Rite carmélite
Pour la liturgie de l'Ordre du Carmel.

### Rite bayeusain
Pour la liturgie dans le diocèse de Bayeux, pratiqué en partie encore à la cathédrale de Bayeux et à l'Abbaye aux Hommes à Caen.

### Rite cambrésien
Pour la liturgie dans le diocèse de Cambrai, incluant alors ce qui allait devenir le diocèse de Lille. Ce rite a vu sa pratique abandonnée après la Révolution française.